# Саломонсен, Санне
Сюсанне «Санне» Саломонсен (дат. Susanne «Sanne» Salomonsen, род. 30 декабря 1955 года в Фредриксберге, Дания) — датская рок-певица и автор песен. За свой вклад в музыку получила народное прозвище «рок-мама».

## Биография
Дочь орнитолога Финна Саломонсена. С начала 1970-х годов Санне выпустила 16 сольных альбомов как на датском, так и на английском языках, а также в различных жанрах, таких как рок, поп и джаз. Она также выпускала музыку в супергруппах Sneakers и Anne Linnet Band. В дополнение к своей длительной сольной карьере Санне также выступала как бэк-вокалистка на альбомах таких исполнителей как Gnags Gnags, Sebastian, Kasper Winding, Lis Sørensen, Michael Falch, Anne Linnet и Sko/Torp.